# 比爾卡河 (波爾特瓦河支流)
比爾卡河（羅馬化：Bilka）是烏克蘭西部的河流，屬於波爾特瓦河的右支流。該河發源自羅曼尼夫以東，流經利維夫州的利維夫區，河道全長39公里，流域面積245平方公里。